# Erythrina burana
Erythrina burana là một loài rau đậu thuộc họ Fabaceae. Loài này chỉ có ở Ethiopia.